# Saint-Placide
Saint-Placide es un municipio perteneciente a la provincia de Quebec en Canadá. Es ubicado en el municipio regional de condado (MRC) de Deux-Montagnes en la región administrativa de Laurentides.

## Geografía

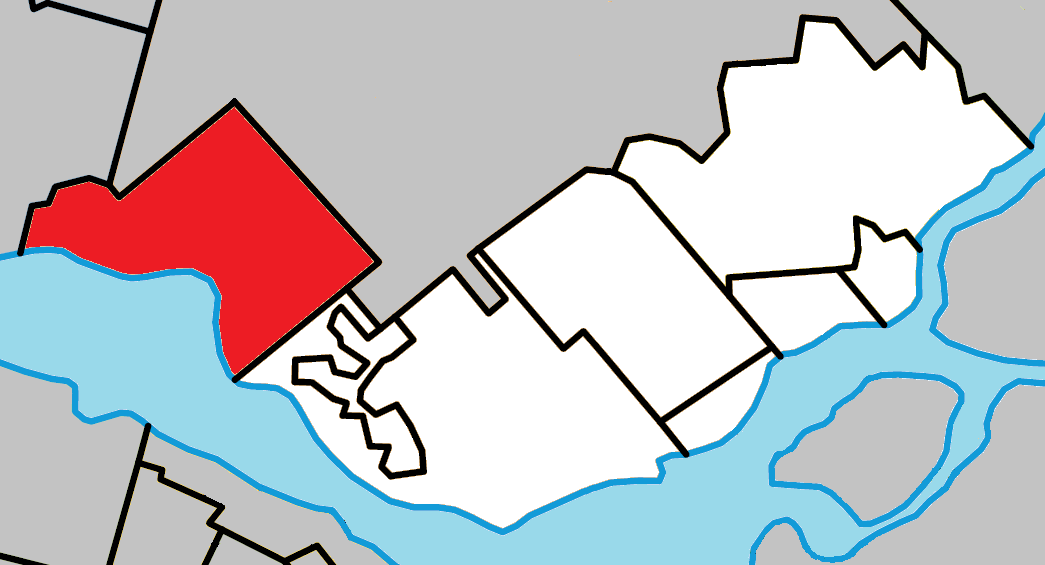
Ubicación de Saint-Placide en el MRC de Deux-Montagnes.

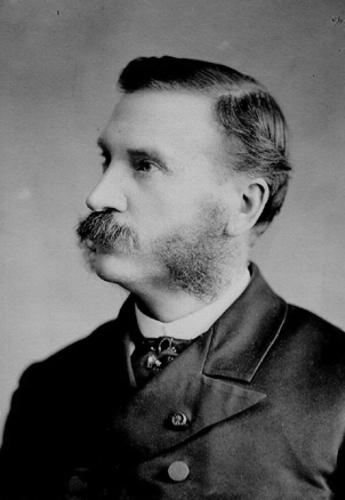
Adolphe-Basile Routhier, hacia 1890

Saint-Placide se encuentra en la parte oeste del MRC de Deux-Montagnes. Limita al oeste con Saint-André-d'Argenteuil, al norte con Mirabel, al este con Oka y al sur con el lago de las Dos Montañas. En ribera opuesta del estanque están ubicados Rigaud y Hudson en Vaudreuil-Soulanges. Su superficie total es de 61,97 km², de los cuales 42,47 km² son tierra firme, una gran parte estando en el lago de las Dos Montañas, lago fluvial del río Ottawa. El paisaje forma un panorama encantador sobre, al sur, el lago con, en segundo plano la montaña de Rigaud, y al este, las colinas de Oka.

## Historia
Los primeros habitantes se establecieron en 1780. Adolphe-Basile Routhier, autor de O Canada, canción patriótica francocanadiense e himno nacional de Canadá, nació en Saint-Placide en 1839. La parroquia católica de Saint-Placide, honrando san Plácido, fue creada por separación de Saint-Benoît. La oficina de correos y el municipio de parroquia del mismo nombre fueron instituidos en 1853 y 1855 respectivamente. En 1867, la construcción del muelle de Saint-Placide permitió el transporte del trigo por la Ottawa River Navigation Company. 
En 1950, el municipio de pueblo de Saint-Placide fue creado por separación del municipio de parroquia. En 1994, el municipio actual de Saint-Placide fue instituido por fusión de los municipios de parroquia y de pueblo.

## Política
Saint-Placide está incluso en el MRC de Deux-Montagnes. El consejo municipal está compuesto por seis consejeros representando seis distritos territoriales. El alcalde actual (2015) es Denis Lavigne.
|                                     | 2005-2009         | 2009-2013                             | 2013-2017           |
| Alcalde                             | Denis Lavigne     | Denis Lavigne                         | Denis Lavigne       |
| 1 - Saint-Jacques                   | Andrée Gélinas    | Andrée Gélinas* Brigitte Desrosiers** | Brigitte Desrosiers |
| 2 - Grand-Maison - Les Oiseaux      | Henri Pelosse     | Henri Pelosse                         | Richard Labonté     |
| 3 - Saint-Vincent                   | André Dion        | André Dion                            | André Dion          |
| 4 - Basile-Routhier                 | Suzanne Benoît    | Brigitte Desrosiers*                  | Marie-Ève D'Amour   |
| 5 - Saint-Étienne                   | Danielle Bellange | Danielle Bellange                     | Danielle Bellange   |
| 6 - Pointe-aux-Anglais - Les Arbres | Georges Franc     | Georges Franc                         | Guy Brulotte        |

Nota : Nombres de distritos para 2009 y 2013. * Al inicio del termo pero no al fin.  ** Al fin del termo pero no al inicio.
El municipio está ubicado en la circunscripción electoral de Papineau a nivel provincial y de Argenteuil—Papineau—Mirabel a nivel federal.

## Demografía
Según el censo de Canadá de 2011, Saint-Placide contaba con 1715 habitantes. La densidad de población estaba de 39,8 hab./km². Entre 2006 y 2011 hubo una adición de 73 habitantes (4,4 %). En 2011, el número total de inmuebles particulares era de 862, de los que 716 estaban ocupados por residentes habituales, otros siendo en mayor parte residencias secundarias. El pueblo contaba con 445 habitantes, o 25,9% de la población del municipio, en 2011.
Evolución de la población total, Saint-Placide, 1991-2015

## Cultura
El ambiante rural de Saint-Placide cerca Montreal llavó muchos escritores y artistos a establicirse en Saint-Placide.

## Sociedad

### Personalidades
- Adolphe-Basile Routhier (1839-1920), escritor